# Джек-потрошитель
Джек-потрошитель (англ. Jack the Ripper) — прозвище, присвоенное неустановленному серийному убийце, который действовал в Уайтчепеле и прилегающих районах Лондона во второй половине 1888 года (бытует предположение, что с 1888 по 1891 год). Прозвище взято из письма «Из ада», присланного в Центральное агентство новостей (англ. Central News Agency), автор которого взял на себя ответственность за убийства. Многие эксперты считают письмо мистификацией, созданной журналистами для подогрева интереса публики к истории. Также Потрошителя называют «Убийцей из Уайтчепела» (англ. The Whitechapel Murderer) и «Кожаным фартуком» (англ. Leather Apron).
Жертвами, приписываемыми Джеку-потрошителю, были проститутки из трущоб, которым убийца перерезал горло перед тем, как вскрыть брюшную полость. Извлечение внутренних органов по крайней мере у трёх из жертв вызвало предположение, что убийца обладает определёнными анатомическими знаниями, присущими профессиональному хирургу. Слухи о том, что между убийствами существует связь, усилились в период с сентября по октябрь 1888 года, и различными издательствами, и Скотленд-Ярдом было получено много писем, якобы написанных рукой убийцы. К знаменитому письму «Из ада» (англ. From Hell), которое получил Джордж Ласк (англ. George Lusk) из Уайтчепельского комитета бдительности, была приложена почка якобы одной из жертв (Почка Кэтрин Эддоус действительно была удалена убийцей). Из-за невероятного по своей жестокости характера убийств и различной информации, появившейся в газетах, многие были уверены, что в Лондоне действовал один серийный убийца, получивший прозвище «Джек-потрошитель».
Дата рождения и смерти неизвестна, как и его настоящее имя.

## Предпосылки
В середине XIX столетия Англия переживала наплыв ирландских эмигрантов, наводнивших крупные города, включая район Ист-Энд. Начиная с 1882 года, в том же районе поселилось множество евреев, выходцев из Восточной Европы и России. Общины Ист-Энда были крайне перенаселены, число жителей всё возрастало, что привело к ухудшению условий труда и быта. Грабежи, насилие и злоупотребление алкоголем стали отличительной чертой жизни перенаселённых районов, повсеместная нищета вынудила многих женщин заниматься проституцией. В октябре 1888 года Городское управление Лондонской полиции выявило, что в городе работает более 1200 проституток и функционирует 62 борделя. Упадок в экономике повлиял на развитие различных социальных тенденций. В период с 1886 по 1889 годы Англию всколыхнула волна публичных демонстраций, в которые вынуждены были вмешаться городские власти. Расизм, высокая преступность и крайняя нищета — вот что характеризует Уайтчепел того времени. Неудивительно, что именно в такое тревожное время общественность потрясла серия невероятно жестоких убийств, которые приписали серийному убийце Джеку-потрошителю.

## Жертвы Джека-потрошителя
Точное количество жертв Джека-потрошителя в настоящее время неизвестно, является предметом споров и колеблется от 5 до 15. Тем не менее существует список пяти «канонических» жертв, с которым согласны большинство исследователей и лиц, вовлечённых в расследование дела. В частности, главный констебль Управления уголовных расследований Мелвилл Макнайтен (англ. Melville Macnaghten) придерживался версии пяти жертв. С большой вероятностью можно считать, что от руки убийцы также погибла Марта Тэбрем (англ. Martha Tabram), к списку пяти канонических жертв её добавлял инспектор Абберлайн (англ. Frederick Abberline) — один из руководителей расследования по делу Джека-потрошителя.

### Пять канонических жертв

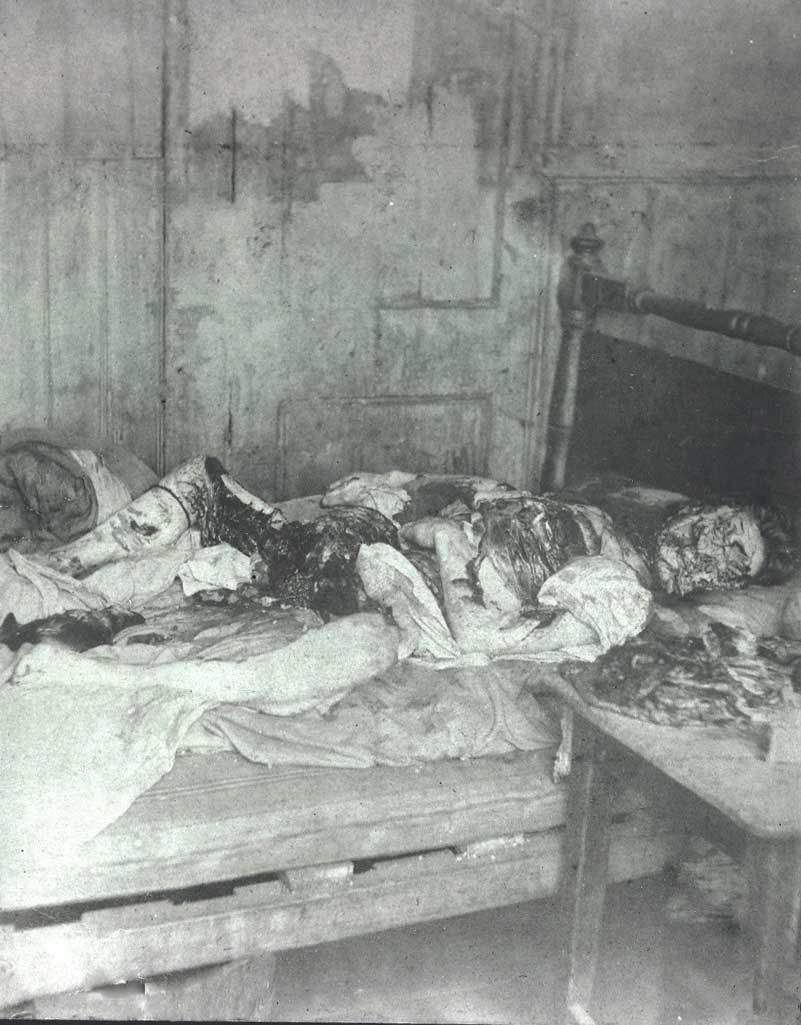
Фотография, сделанная полицией после убийства Мэри Келли

- Мэри Энн Николз (англ. Mary Ann Nichols, также известная как «Полли»), родилась 26 августа 1845 года, убита 31 августа 1888 года. Тело Мэри Николз было обнаружено в 3:40 на Бакс Роу (ныне — Дюрвард-Стрит). Горло было перерезано в результате двух ударов, нанесённых острым лезвием. Нижняя часть брюшной полости была вскрыта — раны носили рваный характер. Кроме того, на теле обнаружено несколько ранений, нанесённых тем же ножом[11].
- Энни Чэпмен (англ. Annie Chapman, также известная как «Тёмная Энни»), родилась в сентябре 1841 года, убита 8 сентября 1888 года. Труп Энни Чэпмен был обнаружен около 6 утра на заднем дворе дома 29 на Хэнбери-стрит в Спиталфилдс. Как и в случае с Николз, горло перерезано в результате двух ударов бритвой[12]. Однако брюшная полость была вскрыта полностью, а из организма женщины была удалена матка[13]. Один свидетель видел Чэпмен с высоким темноволосым мужчиной[14].
- Элизабет Страйд (англ. Elizabeth Stride, также известная как «Долговязая Лиз»), родилась в Швеции 27 ноября 1843 года, убита 30 сентября 1888 года. Тело Страйд было обнаружено приблизительно в первом часу ночи, в Датлфилдс-ярд на Бернер-стрит, у неё была отрезана мочка уха, по обещанию Потрошителя.
- Кэтрин Эддоус (англ. Catherine Eddowes, также известная как «Кейт Конвей» и «Кейт Келли»)  родилась 14 апреля 1842 года, убита 30 сентября 1888 года в один день с другой жертвой, Элизабет Страйд. Тело Кейт Эддоус обнаружено на Митр-Скуэр в 1:45 ночи.
- Мэри Джейн Келли (англ. Marie Jeanette Kelly), родилась в Ирландии в 1863 году, убита 9 ноября 1888 года. Изуродованный до неузнаваемости труп Мэри Келли нашли в её собственной комнате в 10:45 утра. Келли была самой молодой и привлекательной из всех жертв, а потому зарабатывала больше остальных и имела возможность снимать комнату, в которой её убили.

## Способ убийства

### Удушение
Сейчас многие исследователи склоняются к мысли, что Джек-потрошитель душил своих жертв перед тем, как их зарезать. При осмотре некоторых убитых женщин врачи нашли следы удушения. Это объясняет тот факт, что в большинстве случаев проживающие поблизости люди не слышали криков во время совершения убийства. Многие ставят эту версию под сомнение, так как однозначных доказательств того, что жертвы были задушены, не существует.

### Перерезание горла
Джек-потрошитель перерезал горло слева направо, рана была очень глубокой. Считается, что в крови ему удавалось не запачкаться благодаря тому, что, перерезая горло своей жертве, он одновременно наклонял голову женщины вправо. Вскрывать брюшную полость Джек-потрошитель начинал уже после смерти жертвы. У трёх женщин он извлёк органы и унёс их с собой, у Энни Чэпмен — матку с частью влагалища и мочевого пузыря, у Кэтрин Эддоус была извлечена левая почка и матка, а у Мэри Келли вырезано сердце.

## Расследование

### Письма от Потрошителя
Во время расследования дела Потрошителя полиция, газеты, представители других организаций получили тысячи писем, так или иначе касающихся дела Потрошителя. Иногда в них содержались основательно продуманные способы поимки убийцы, однако подавляющее большинство их было признано неприменимыми.
С точки зрения расследования, гораздо более интересными являлись сотни писем, которые, как в них утверждалось, были написаны самим убийцей. Скорее всего, все они являются мистификацией; тем не менее, выделяют три следующих письма, исходя из их исключительности:
- Письмо «Дорогой начальник…» (англ. The «Dear Boss» letter), датированное 25 сентября; проштемпелёвано 27 сентября 1888 года Центральным агентством новостей, доставлено в Скотленд-Ярд 29 сентября. Изначально было признано подделкой, но когда через три дня после даты на почтовом штемпеле было найдено тело Кэтрин Эддоус с частично отрезанным ухом, внимание полиции привлекло содержащееся в письме обещание «отрезать леди уши» (англ. «clip the ladys ears off», орфография оригинала сохранена). Полиция опубликовала письмо 1 октября в надежде, что кто-либо сможет распознать почерк автора, но результатов это не принесло. Имя «Джек-потрошитель», впервые упомянутое в этом письме, вскоре стало печально известным всему миру; множество последующих писем «от Потрошителя» копировали стиль именно этого письма. После убийств полиция официально заявила, что письмо является мистификацией местного журналиста[16].

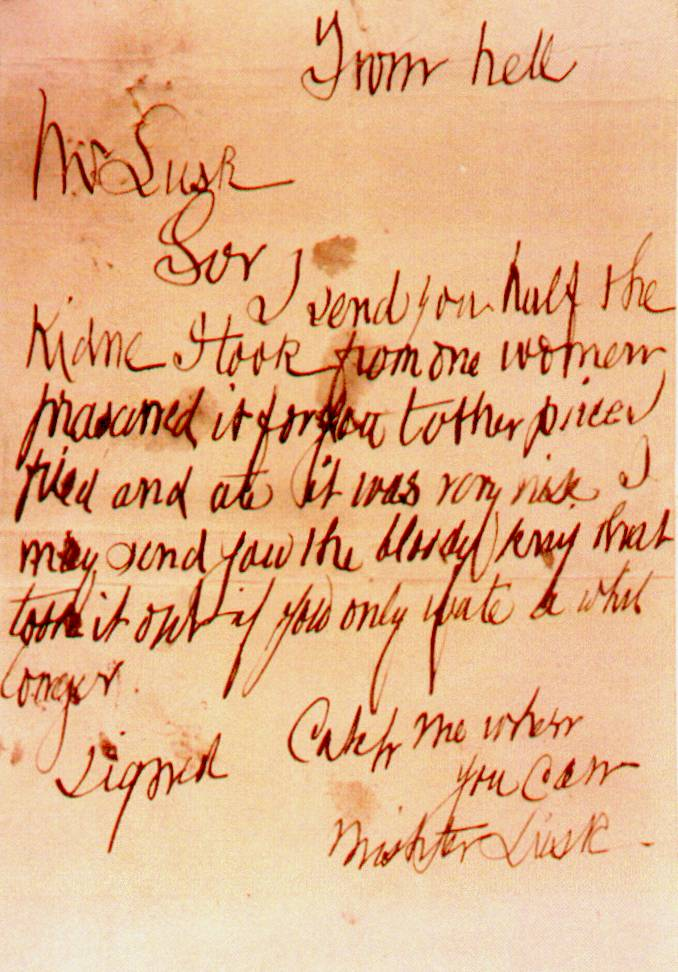
Письмо «Из ада»

- Открытка «Дерзкий Джеки» (англ. The «Saucy Jacky» postcard), проштемпелёванная 1 октября 1888 года Центральным агентством новостей. Написана почерком, похожим на тот, которым было написано письмо «Дорогой начальник…» В ней упоминалось, что две жертвы — Страйд и Эддоус — были убиты вскоре одна за другой: «теперь дважды» (англ. «double event this time»). Это доказывает, что открытка была отправлена до того, как об убийствах стало известно, кем-то, кто действительно знал о них (хотя почтовый штемпель на конверте был проставлен через сутки с лишним после преступления). Полиция впоследствии заявила, что личность журналиста, написавшего как эту открытку, так и письмо «Дорогой начальник…», установлена[17].

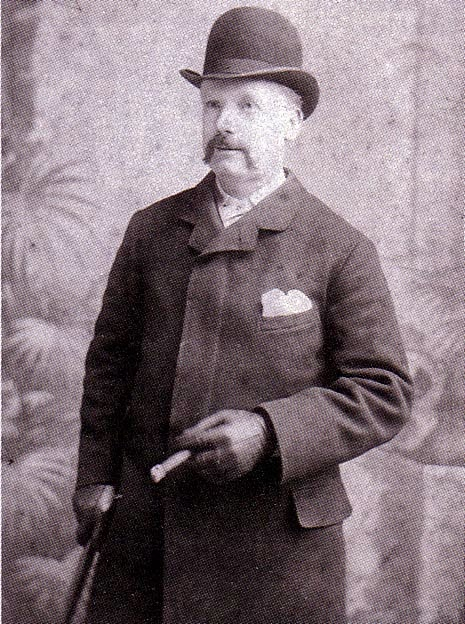
Джордж Ласк, президент Whitechapel Vigilance Committee

- Письмо «Из ада» (англ. The «From Hell» letter), также известное как «письмо Ласка» (англ. “Lusk letter”); проштемпелёвано 15 октября, получено Джорджем Ласком из «Комитета бдительности Уайтчепела» (Whitechapel Vigilance Committee) 16 октября 1888 года. Открыв небольшую коробочку, Ласк обнаружил в ней половину человеческой почки (по позднейшему утверждению эксперта-медика, сохранённой в «винном спирте» этаноле). Одна из почек Эддоус была вырезана убийцей. В письме отмечено, что вторую половину он «поджарил и съел».

Тем не менее в отношении почки среди экспертов существуют разногласия: некоторые утверждают, что она принадлежала Эддоус, тогда как другие доказывают, что это была «мрачная шутка и не более того».
Некоторые источники[какие?] приводят в качестве первого сообщения, в котором использовалось имя «Джек-потрошитель», другое письмо, датированное 17 сентября 1888 года. Многие эксперты[кто?], однако, уверены, что это современная фальсификация, добавленная в материалы полицейского дела уже в XX веке, намного позже после совершения убийств. Они обращают внимание на то, что документ не содержит ни входящего штампа полицейского органа с датой получения, ни имени ответственного за проверку сведений, указанных в письме. Кроме того, письмо не упомянуто ни в одном из дошедших до наших дней полицейских документов.
Проводящиеся на сохранившихся в письмах биоматериалах тесты ДНК могут дать результаты, проливающие свет на обстоятельства дела. Австралийский профессор молекулярной биологии Иэн Финдлэй (Ian Findlay), исследуя остатки ДНК, пришёл к заключению, что автором письма, вероятнее всего, была женщина. Ещё в конце XIX века в числе кандидатов на роль Потрошителя упоминалась некая Мэри Пирси, повешенная за убийство жены любовника в 1890 году.
Также Потрошителю нередко приписывается исполнение безграмотной надписи антисемитского содержания на стене дома на лондонской улице Гоулстон-стрит (см. Настенная надпись на Гоулстон-стрит).

## Хирургические навыки Джека-потрошителя
Одним из самых спорных вопросов является уровень познаний Джека-потрошителя в области анатомии. Споры на эту тему начались ещё во времена, когда совершались убийства, и продолжаются в кругу исследователей по делу Потрошителя до сих пор. Причиной этому послужили отчёты медицинских экспертов, проводивших вскрытие жертв, которые утверждали, что характер некоторых ранений и то, с каким профессионализмом были извлечены органы жертв, свидетельствует о том, что убийца мог быть высококвалифицированным хирургом.
Почти все врачи, проводившие вскрытие более чем одной из канонических жертв Джека-потрошителя, приписывали ему некоторую осведомлённость в вопросах анатомии и навыки хирурга, однако мнения насчёт уровня познаний были очень разными — одни говорили, что такими навыками вполне мог обладать обычный мясник, другие утверждали, что это мог быть только хирург. Также медицинские эксперты определили, что он был левшой.
Доктор Филлипс, проводивший вскрытие Энни Чэпмен, утверждал, что убийство было делом рук профессионала, достаточно грамотного в анатомии, чтобы не повредить ударом ножа органы, которые он извлёк. Также доктор Филлипс добавил, что ему бы понадобилось минимум полчаса в спокойной обстановке для того, чтобы произвести подобное извлечение органов, в то время как убийце хватило всего 15 минут .
Последним и самым зверским было убийство Мэри Дженнет Келли: убийца выпотрошил труп, вынул сердце и почки и аккуратно разложил куски тела по комнате.

## Подозреваемые
Легенды, окружающие Потрошителя, стали комбинацией исторических исследований, теорий заговора и фольклора. Отсутствие подтверждённых сведений о личности убийцы позволило «рипперологам» (от Ripper — писатели, историки и детективы-любители, изучающие дело Потрошителя; в русскоязычной литературе также встречается название «потрошителеведы») обвинить очень многих людей в деяниях Потрошителя. Хорошим примером такой конспирологической легенды является отождествление с Джеком рано умершего внука королевы Виктории принца Альберта Виктора, который в день убийства третьей и четвёртой жертв на самом деле находился в Шотландии (а во время остальных убийств также был вне Лондона). Британский исследователь Тревор Марриот в своей книге «Джек-потрошитель: расследование XXI века» (вышла на русском языке в 2012 г.) приходит к выводу, что Джеком-потрошителем был Карл Файгенбаум — немец, казнённый на электрическом стуле за убийство. В 2012 году было высказано предположение, что убийцей могла являться женщина — Элизабет Уильямс, бесплодная жена королевского врача Джона Уильямса, который имел связь с одной из жертв. Среди подозреваемых были также казнённые за различные убийства Томас Крим, Джордж Чепмен, Фредерик Бейли Диминг и Уильям Генри Бери. Американский терапевт Ричард Уоллис (англ. Richard Wallace) утверждал, что Джеком-потрошителем был Льюис Кэрролл. Эта теория была названа другим исследователем преступлений Максимом Якубовским «дико невероятной» с комментарием, что «достаточно умелый исследователь может собрать доказательства того, что Джеком-потрошителем была королева Виктория или Марк Твен».

#### Подозреваемый Сикерт

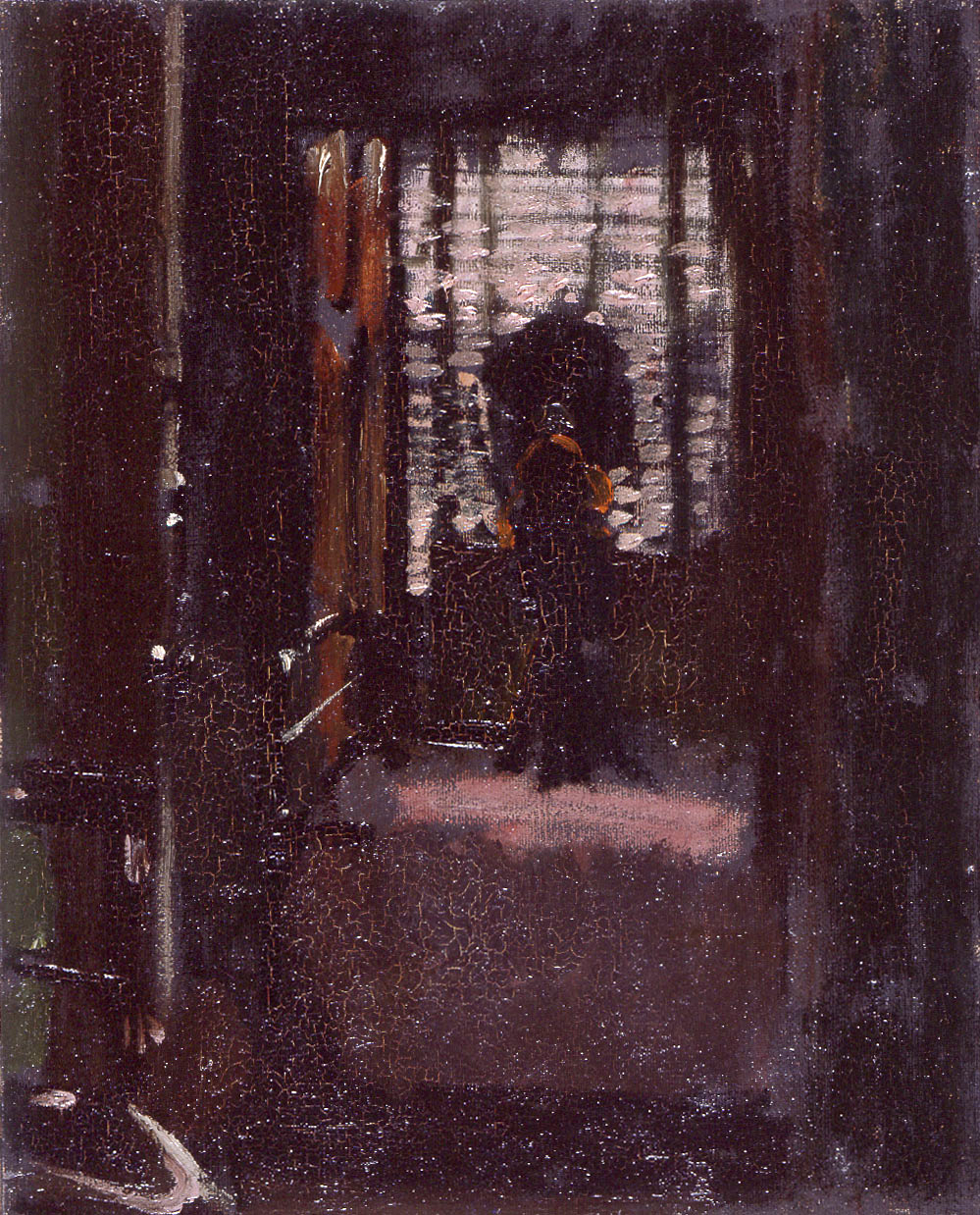
Уолтер Сикерт. Спальня Джека-потрошителя, 1908

Американская писательница и криминалист Патриция Корнуэлл утверждает, что благодаря появлению новых улик смогла выяснить личность таинственного Джека-потрошителя. Корнуэлл заявила, что им был британский художник Уолтер Сикерт (1860—1942). О своих подозрениях Корнуэлл писала ещё в 2002 году в книге «Портрет убийцы: Джек-потрошитель — дело закрыто» (в русском переводе — «Джек-потрошитель. Кто он? Портрет убийцы»), однако теперь, как утверждает писательница, версия может быть подтверждена документально. Среди доказательств, которые она использует, картина Сикерта «Спальня Джека-потрошителя» и полотна из цикла «Убийство в Кэмден-Тауне». Корнуэлл считает, что художник не остановился в своей преступной деятельности осенью 1888 года и в ночь с 11 на 12 сентября 1907 года совершил в Лондоне убийство проститутки Эмили Диммок. На своих картинах он запечатлел детали убийств, которые могли быть известными только преступнику.
Экспертиза установила, что бумага, на которой написаны три письма с подписью Сикерта и две записки, отправленные лондонской полиции таинственным убийцей в 1888 году, происходит из одной и той же пачки, в которой было всего 24 листа. Если эти данные соответствуют действительности, то, возможно, одну из главных тайн криминалистики можно считать раскрытой.

#### Подозреваемый Ван Гог
Автор книги «Винсент по прозвищу Джек» Дейл Ларнер сопоставил факты, известные о загадочном Джеке-потрошителе, с некоторыми фактами, касающимися великого художника Ван Гога, и пришёл к выводу, что это один и тот же человек. По мнению автора, Ван Гог «запрятал» изображение жертвы Джека-потрошителя на одной из своих картин. Дейл Ларнер нашёл на картине Ван Гога «Ваза с ирисами на жёлтом фоне» очертания, напоминающие положение тела и изуродованного лица одной из жертв Джека-потрошителя — Мэри Келли. Во-вторых, обнаружилось сходство написания некоторых букв, взятых из писем Ван Гога и Потрошителя. В-третьих, по версии Ларнера была найдена связь между датой убийств и днём рождения матери Винсента Ван Гога — четыре жертвы лондонского убийцы были обнаружены за несколько дней до дня рождения матери живописца (она родилась 10 сентября). Кроме того, голландский художник в возрасте 20 лет (1873) переехал из Голландии в Лондон. Расчленённое женское тело было выловлено из Темзы буквально через пару месяцев после его прибытия. Это было первое убийство. Второе последовало ещё через девять дней, как раз когда Винсент получил отказ от дочери своего домовладельца. За период с 24 сентября по 23 декабря 1888 года Джек Потрошитель написал множество писем в полицию. Самый долгий перерыв составил пять дней. Следующий период написания сообщений — 23 декабря 1888 года — 8 января 1889 года. Перерыв составил 16 дней. А 23 декабря Винсент Ван Гог в приступе шизофрении отрезал себе ухо. Он пролежал в больнице до 7 января, откуда не мог отправить письмо. В возрасте 37 лет в 1890 году Винсент ван Гог покончил жизнь самоубийством.

#### Подозреваемый Косминский
В 2000-х годах именно Аарон Косминский стал называться учёными-криминалистами основным кандидатом на роль знаменитого серийного убийцы. Косминский был одним из подозреваемых в уайтчепельских убийствах, но полиция так и не смогла доказать его вину. На момент совершения первых преступлений (в 1888) Косминскому было 23 года. Позже Косминский также обвинялся в попытке зарезать свою сестру, был признан душевнобольным и в 1891 году отправлен на принудительное лечение, проведя оставшуюся жизнь в психиатрических клиниках.
Впервые версия о том, что душевнобольной эмигрант еврейского происхождения и был убийцей, высказывалась ещё в 2014 году доктором Яри Лоухелайненом, экспертом в области исторического анализа ДНК. Совместно c научным сотрудником группы репродукции и раннего развития Института генетики, здравоохранения и терапии Лидского университета, Дэвидом Миллером, они провели молекулярный анализ шали, предположительно найденной возле тела Кэтрин Эддоуз, одной из жертв Джека-потрошителя. Эту шаль, которую не стирали после убийства, предоставил бизнесмен Рассел Эдвардс, купивший её в 2007 году на аукционе. По словам предпринимателя, один из полицейских, работавший на месте преступления, забрал платок домой для своей супруги. В результате проделанных анализов Лоухелайнен, сравнивавший найденные на шали образцы с ДНК потомков жертвы и подозреваемых в убийствах, пришёл к выводу, что найденные фрагменты ДНК принадлежат Кэтрин Эддоуз и Аарону Косминскому. Тот факт, что результаты ДНК убийцы совпали с образцами Косминского, и послужил поводом для утверждения, что личность знаменитого Джека-потрошителя наконец-то раскрыта. Результаты исследований Эдвардса и Лоухелайнена не были должным образом опубликованы и не были подвергнуты научному рецензированию, корректность выводов генетических экспертиз также вызвала вопросы специалистов.
Лоухелайнен продолжил защищать свою версию и в марте 2019 года опубликовал работу в рецензируемом журнале Journal of Forensic Sciences. И снова были высказаны критические замечания со стороны некоторых учёных.

#### Подозреваемый Тамблти
Медицинскую карьеру Фрэнсис Тамблти начинал в больнице. Позже он начал самостоятельную практику, стал лекарем — травником. На самом деле он был простым шарлатаном, делал нелегальные аборты, обманывал своих клиентов, а один раз был обвинён в отравлении своего пациента. Каким-то образом ему удалось замять это дело.
Тамблти был женат. Его жена в прошлом была проституткой (он об этом не знал). Как-то раз он проследил за своей женой, которая подозрительно часто отлучалась из дома. Так он узнал, что его жена продолжает работать в публичном доме. Это сделало его убеждённым женоненавистником. Однажды к нему в гости пришла компания друзей, состоявшая из одних мужчин. Он сказал им тогда, что скорее отравит любую женщину ядом, чем пустит её за свой стол. Потом он пригласил друзей в другую комнату, где показал им свою коллекцию. Одна из стен этой комнаты была целиком заставлена склянками с заспиртованными женскими матками. Ошеломлённым друзьям он сказал, что его коллекция пока не закончена.
Его неоднократно арестовывали за непристойное поведение и приставание к мужчинам. В ноябре 1888 года после убийства Мэри Келли он был снова арестован. Его подозревали в серии убийств, совершённых Джеком-потрошителем. Из США пришли отрицательные характеристики на Тамблти. У полиции были причины для подозрения Тамблти в убийствах.
Прошло три дня. Свидетелей против Тамблти у полиции не было. Заплатив 1500 долларов, Тамблти добился освобождения под залог. Нарушив условия освобождения, он тут же бежал из Великобритании, уехал во Францию, а оттуда вернулся в США. Почерк из письма Джека-потрошителя на 99 % совпадает с почерком Тамблти.

## Джек-потрошитель в культуре и искусстве
Широкая известность и одновременно загадочность преступника, а также кинематографические возможности (узкие аллеи, в которых клубится туман, подсвеченный мерцающими газовыми фонарями, вызывающая одежда проституток) привели к появлению колоссального количества фильмов о Потрошителе. Этим фильмам посвящена, в частности, книга Д. Мейкле англ. Jack the Ripper: The Murders and the Movies.
Графический роман Алана Мура «Из ада», посвящённый убийствам в Уайтчепеле.